# ジェイミー・スラッバー
ジェイミー・アンドリュー・スラッバー（Jamie Andrew Slabber, 1984年12月31日 - ）は、イングランド・ロンドン・インフィールド区出身の元
サッカー選手。ポジションはフォワード(CF)。
トッテナム・ホットスパーFCのユース出身で、プレミアリーグでの出場は2002-03シーズンに1試合だけ経験。2003年3月16日に行われた第30節リヴァプールFC戦で79分にギャリー・ドハーティと交代して出場、11分間プレーした。